# Mistrzostwa Świata w Piłce Siatkowej Mężczyzn 2018
Mistrzostwa Świata w Piłce Siatkowej Mężczyzn 2018 – 19. edycja międzynarodowego turnieju siatkarskiego mającego na celu wyłonienie najlepszej reprezentacji narodowej na świecie, zorganizowana pod egidą FIVB w dniach 9–30 września 2018 we Włoszech i w Bułgarii (Włosi byli gospodarzami trzeci raz, a Bułgarzy – drugi). Tytuł mistrzowski obroniła Polska. W turnieju jedynym debiutantem była Słowenia.

## Obiekty sportowe
9 września 2015 zapadła decyzja o przyznaniu prawa do organizacji turnieju. 19 grudnia 2015 ogłoszono miasta-gospodarzy. We Włoszech ów status otrzymały: Rzym, Turyn, Florencja, Assago, Bolonia oraz Bari, natomiast w Bułgarii: Warna, Sofia i Ruse.
| Rzym, Włochy                   | Turyn, Włochy          | Bari, Włochy    |
| ------------------------------ | ---------------------- | --------------- |
| Stadio del tennis Foro Italico | Palasport Olimpico     | PalaFlorio      |
| Pojemność: 11 200              | Pojemność: 15 807      | Pojemność: 5080 |
|                                |                        |                 |
| Florencja, Włochy              | Assago, Włochy         | Bolonia, Włochy |
| Nelson Mandela Forum           | Mediolanum Forum       | PalaDozza       |
| Pojemność: 7800                | Pojemność: 12 331      | Pojemność: 5570 |
|                                |                        |                 |
| Sofia, Bułgaria                | Warna, Bułgaria        | Ruse, Bułgaria  |
| Arena Armeec Sofia             | Pałac Kultury i Sportu | Arena Bułstrad  |
| Pojemność: 12 373              | Pojemność: 5116        | Pojemność: 5100 |
|                                |                        |                 |

## Eliminacje
Chęć wzięcia udziału w kwalifikacjach do Mistrzostw Świata 2018 pierwotnie wyraziły 142 federacje krajowe. Ostatecznie do zmagań eliminacyjnych przystąpiło 127 drużyn z 5 konfederacji kontynentalnych: 20 w Azji i Oceanii, 21 w Afryce, 39 w Europie, 39 w Ameryce Północnej, Centralnej i Karaibach oraz 8 w Ameryce Południowej. Całe kwalifikacje zostały przeprowadzone od 13 maja 2016 do 12 listopada 2017. Do obsadzenia było 21 miejsc w turnieju finałowym, bowiem dwa z nich – zgodnie z tradycją – automatycznie przyznano reprezentacjom gospodarzy mistrzostw, a jedno – obrońcom tytułu mistrzowskiego. Poszczególne konfederacje miały do obsadzenia następującą liczbę miejsc w turnieju finałowym Mistrzostw Świata 2018:
- Afryka (CAVB) – 3 miejsca
- Azja i Oceania (AVC) – 4 miejsca
- Ameryka Południowa (CSV) – 2 miejsca
- Europa (CEV) – 7 miejsc (+ Włochy i Bułgaria, jako gospodarze oraz Polska, jako Mistrz Świata 2014) → łącznie 10 miejsc
- Ameryka Północna, Środkowa i Karaiby (NORCECA) – 5 miejsc

| Afryka (CAVB) kwalifikacje                                                                              | Azja i Oceania (AVC) kwalifikacje                                                                              | Ameryka Południowa (CSV) kwalifikacje                                  | Europa (CEV) kwalifikacje | Ameryka P. Ś. i K. (NORCECA) kwalifikacje |
| --- | --- | ---------------------------------------------------------------------- | --- | --- |
| Tunezja (Mistrz Afryki 2017) Egipt (wicemistrz Afryki 2017) Kamerun (3. miejsce Mistrzostw Afryki 2017) | Iran (zwycięzca Grupy A) Chiny (2. miejsce Grupy A) Japonia (zwycięzca Grupy B) Australia (2. miejsce Grupy B) | Brazylia (Mistrz Ameryki Płd. 2017) Argentyna (zwycięzca kwalifikacji) | Bułgaria (gospodarz) Włochy (gospodarz) Polska (Mistrz Świata 2014) Francja (zwycięzca Grupy A) Holandia (zwycięzca Grupy B) Słowenia (zwycięzca Grupy C) Rosja (zwycięzca Grupy D) Serbia (zwycięzca Grupy E) Finlandia (zwycięzca grupy F) Belgia (zwycięzca grupy G) | Stany Zjednoczone (Mistrz APŚiK 2017) Dominikana (wicemistrz APŚiK 2017) Kanada (3. miejsce Mistrzostw APŚiK 2017) Portoryko (zwycięzca Grupy B) Kuba (2. miejsce Grupy B) |

## Uczestnicy
| Drużyna           | Strefa kwalifikacyjna | Data kwalifikacji    | Liczba występów do tej pory | Ostatni występ | Najlepszy wynik                                  |
| ----------------- | --------------------- | -------------------- | --------------------------- | -------------- | ------------------------------------------------ |
| Włochy            | CEV                   | gospodarz            | 16                          | 2014           | Mistrzostwo (1990, 1994, 1998)                   |
| Bułgaria          | CEV                   | gospodarz            | 17                          | 2014           | 2. miejsce (1970)                                |
| Polska            | CEV                   | 21 września 2014     | 16                          | 2014           | Mistrzostwo (1974, 2014)                         |
| Francja           | CEV                   | 28 maja 2017         | 15                          | 2014           | 3. miejsce (2002)                                |
| Holandia          | CEV                   | 28 maja 2017         | 11                          | 2002           | 2. miejsce (1994)                                |
| Słowenia          | CEV                   | 28 maja 2017         | debiutant                   | debiutant      | debiutant                                        |
| Rosja             | CEV                   | 28 maja 2017         | 18                          | 2014           | Mistrzostwo (1949, 1952, 1960, 1962, 1978, 1982) |
| Serbia            | CEV                   | 27 maja 2017         | 9                           | 2014           | 2. miejsce (1998)                                |
| Finlandia         | CEV                   | 28 maja 2017         | 7                           | 2014           | 9. miejsce (2014)                                |
| Belgia            | CEV                   | 23 lipca 2017        | 8                           | 2014           | 8. miejsce (1970)                                |
| Iran              | AVC                   | 13 sierpnia 2017     | 5                           | 2014           | 6. miejsce (2014)                                |
| Chiny             | AVC                   | 13 sierpnia 2017     | 13                          | 2014           | 7. miejsce (1978, 1982)                          |
| Japonia           | AVC                   | 15 lipca 2017        | 14                          | 2010           | 3. miejsce (1970, 1974)                          |
| Australia         | AVC                   | 16 lipca 2017        | 6                           | 2014           | 15. miejsce (2014)                               |
| Brazylia          | CSV                   | 11 sierpnia 2017     | 16                          | 2014           | Mistrzostwo (2002, 2006, 2010)                   |
| Argentyna         | CSV                   | 2 września 2017      | 11                          | 2014           | 3. miejsce (1982)                                |
| Stany Zjednoczone | NORCECA               | 30 września 2017     | 15                          | 2014           | Mistrzostwo (1986)                               |
| Dominikana        | NORCECA               | 30 września 2017     | 1                           | 1974           | 22. miejsce (1974)                               |
| Kanada            | NORCECA               | 1 października 2017  | 10                          | 2014           | 7. miejsce (2014)                                |
| Portoryko         | NORCECA               | 12 listopada 2017    | 4                           | 2014           | 12. miejsce (2006)                               |
| Kuba              | NORCECA               | 12 listopada 2017    | 14                          | 2014           | 2. miejsce (1990, 2010)                          |
| Tunezja           | CAVB                  | 27 października 2017 | 9                           | 2014           | 15. miejsce (2006)                               |
| Egipt             | CAVB                  | 27 października 2017 | 8                           | 2014           | 13. miejsce (2010)                               |
| Kamerun           | CAVB                  | 29 października 2017 | 3                           | 2014           | 13. miejsce (2010)                               |

## Losowanie
Ceremonia losowania pierwszej fazy grupowej miała miejsce podczas uroczystej gali, zorganizowanej 30 listopada 2017 r. we Florencji. Losowanie grup siatkarskich MŚ po raz pierwszy odbyło się w formule zaczerpniętej z ceremonii losowania rozgrywek piłkarskich.
Pierwsze dwie pozycje w grupach przydzielono na podstawie rankingu FIVB z dnia 7 lipca 2017 r. stosując system serpentyny.
| Grupa A                              | Grupa B                     | Grupa C                             | Grupa D                             |
| ------------------------------------ | --------------------------- | ----------------------------------- | ----------------------------------- |
| - Włochy (gospodarz) - Argentyna (7) | - Brazylia (1) - Kanada (6) | - Stany Zjednoczone (2) - Rosja (4) | - Bułgaria (gospodarz) - Polska (3) |

Pozostałe cztery miejsca w grupach losowano według następującego podziału koszyków:
| Koszyk 1                                              | Koszyk 2                                                | Koszyk 3                                                     | Koszyk 4                                                          |
| ----------------------------------------------------- | ------------------------------------------------------- | ------------------------------------------------------------ | ----------------------------------------------------------------- |
| - Iran (8) - Francja (9) - Serbia (11) - Japonia (12) | - Egipt (13) - Belgia (15) - Kuba (16) - Australia (16) | - Finlandia (18) - Chiny (20) - Słowenia (23) - Tunezja (24) | - Holandia (25) - Portoryko (29) - Kamerun (30) - Dominikana (38) |

## System rozgrywek

### Pierwsza faza grupowa
W pierwszej fazie grupowej uczestniczyły 24 reprezentacje. Zostały one podzielone na 4 grupy (w każdej grupie znalazło się po 6 drużyn). W każdej grupie reprezentacje rozegrały pomiędzy sobą po jednym spotkaniu. Do drugiej fazy grupowej awans uzyskały 4 najlepsze drużyny z każdej grupy.
| Grupa A (Florencja) | Grupa B (Ruse) | Grupa C (Bari)    | Grupa D (Warna) |
| ------------------- | -------------- | ----------------- | --------------- |
| Włochy              | Brazylia       | Stany Zjednoczone | Bułgaria        |
| Argentyna           | Kanada         | Rosja             | Polska          |
| Japonia             | Francja        | Serbia            | Iran            |
| Belgia              | Egipt          | Australia         | Kuba            |
| Słowenia            | Chiny          | Tunezja           | Finlandia       |
| Dominikana          | Holandia       | Kamerun           | Portoryko       |

### Druga faza grupowa
Do drugiej fazy grupowej awans uzyskało 16 reprezentacji. Zostały one podzielone według klucza na 4 grupy (w każdej grupie znalazły się 4 zespoły). W każdej grupie reprezentacje rozegrały pomiędzy sobą po jednym spotkaniu. Do bilansu drugiej fazy grupowej wliczane były wszystkie mecze rozegrane przez poszczególne zespoły w pierwszej fazie grupowej.
Do trzeciej fazy grupowej awans uzyskali zwycięzcy poszczególnych grup oraz dwie najlepsze drużyny z drugich miejsc.
| Grupa E (Assago) | Grupa F (Bolonia) | Grupa G (Sofia) | Grupa H (Warna) |
| ---------------- | ----------------- | --------------- | --------------- |
| A1               | B1                | C1              | D1              |
| B2               | A2                | D2              | C2              |
| C3               | A3                | D3              | B3              |
| D4               | C4                | B4              | A4              |

### Trzecia faza grupowa
Do trzeciej fazy grupowej awans uzyskało 6 reprezentacji. Zostały one podzielone według klucza na 2 grupy (w każdej grupie znalazły się 3 zespoły). Losowanie trzeciej fazy grupowej odbyło się 24 września. W każdej grupie reprezentacje rozegrały pomiędzy sobą po jednym spotkaniu.
Do półfinałów awans uzyskały po dwie najlepsze drużyny z każdej z grup.
| Grupa I (Turyn) | Grupa J (Turyn) |
| --------------- | --------------- |
| E1/F1           | E1/F1           |
| G1/H1           | G1/H1           |
| 1. E2/F2/G2/H2  | 2. E2/F2/G2/H2  |

### Faza finałowa
Pary półfinałowe utworzone zostały według klucza:
- I1 – J2,
- J1 – I2.

Drużyny, które przegrały mecze półfinałowe, rozegrały mecz o 3. miejsce, natomiast zwycięzcy rywalizowali w finale o mistrzostwo świata.

## Sędziowie
| Imię i nazwisko                                                                         | Państwo                                        | I FG                                           | II FG                                          | III FG                                         | 1/2 F                                          | M3                                             | F                                              |
| Afrykańska Konfederacja Piłki Siatkowej (CAVB)                                          | Afrykańska Konfederacja Piłki Siatkowej (CAVB) | Afrykańska Konfederacja Piłki Siatkowej (CAVB) | Afrykańska Konfederacja Piłki Siatkowej (CAVB) | Afrykańska Konfederacja Piłki Siatkowej (CAVB) | Afrykańska Konfederacja Piłki Siatkowej (CAVB) | Afrykańska Konfederacja Piłki Siatkowej (CAVB) | Afrykańska Konfederacja Piłki Siatkowej (CAVB) |
| --------------------------------------------------------------------------------------- | ---------------------------------------------- | ---------------------------------------------- | ---------------------------------------------- | ---------------------------------------------- | ---------------------------------------------- | ---------------------------------------------- | ---------------------------------------------- |
| Maamer al-Keboub                                                                        | Algieria                                       |                                                |                                                |                                                |                                                |                                                |                                                |
| Nasr Shaaban                                                                            | Egipt                                          |                                                |                                                |                                                |                                                |                                                |                                                |
| Ali Fadili                                                                              | Maroko                                         |                                                |                                                |                                                |                                                |                                                |                                                |
| Azjatycka Konfederacja Piłki Siatkowej (AVC)                                            |                                                |                                                |                                                |                                                |                                                |                                                |                                                |
| Jaafar Ebrahim Ali                                                                      | Brunei                                         |                                                |                                                |                                                |                                                |                                                |                                                |
| Liu Jiang                                                                               | Chiny                                          |                                                |                                                |                                                |                                                |                                                |                                                |
| Chung Cedric Sze Lai                                                                    | Hongkong                                       |                                                |                                                |                                                |                                                |                                                |                                                |
| Shin Muranaka                                                                           | Japonia                                        |                                                |                                                |                                                |                                                |                                                |                                                |
| Ibrahim Mohd Ahmed al-Naama                                                             | Katar                                          |                                                |                                                |                                                |                                                |                                                |                                                |
| Nathanon Sowapark                                                                       | Tajlandia                                      |                                                |                                                |                                                |                                                |                                                |                                                |
| Hamid Mohamed al-Rousi                                                                  | Zjednoczone Emiraty Arabskie                   |                                                |                                                |                                                |                                                |                                                |                                                |
| Południowoamerykańska Konfederacja Piłki Siatkowej (CSV)                                |                                                |                                                |                                                |                                                |                                                |                                                |                                                |
| Hernán Gonzalo Casamiquela                                                              | Argentyna                                      |                                                |                                                |                                                |                                                |                                                |                                                |
| Paulo Turci                                                                             | Brazylia                                       |                                                |                                                |                                                |                                                |                                                |                                                |
| Konfederacja Piłki Siatkowej Ameryki Północnej, Centralnej i Regionu Karaibów (NORCECA) |                                                |                                                |                                                |                                                |                                                |                                                |                                                |
| Yuri Ramírez Ortiz                                                                      | Dominikana                                     |                                                |                                                |                                                |                                                |                                                |                                                |
| Scott McLean                                                                            | Kanada                                         |                                                |                                                |                                                |                                                |                                                |                                                |
| Luis Gerardo Macías                                                                     | Meksyk                                         |                                                |                                                |                                                |                                                |                                                |                                                |
| Héctor Ortiz                                                                            | Portoryko                                      |                                                |                                                |                                                |                                                |                                                |                                                |
| Ronald Stahl Jr.                                                                        | Stany Zjednoczone                              |                                                |                                                |                                                |                                                |                                                |                                                |
| Europejska Konfederacja Piłki Siatkowej (CEV)                                           |                                                |                                                |                                                |                                                |                                                |                                                |                                                |
| Mario Bernaola Sánchez                                                                  | Hiszpania                                      |                                                |                                                |                                                |                                                |                                                |                                                |
| Wojciech Maroszek                                                                       | Polska                                         |                                                |                                                |                                                |                                                |                                                |                                                |
| Andriej Zenowicz                                                                        | Rosja                                          |                                                |                                                |                                                |                                                |                                                |                                                |
| Vladimir Simonović                                                                      | Serbia                                         |                                                |                                                |                                                |                                                |                                                |                                                |
| Stephan Grieder                                                                         | Szwajcaria                                     |                                                |                                                |                                                |                                                |                                                |                                                |
| Zsolt Mezőffy                                                                           | Węgry                                          |                                                |                                                |                                                |                                                |                                                |                                                |
| Fabrizio Pasquali                                                                       | Włochy                                         |                                                |                                                |                                                |                                                |                                                |                                                |

## Rozgrywki

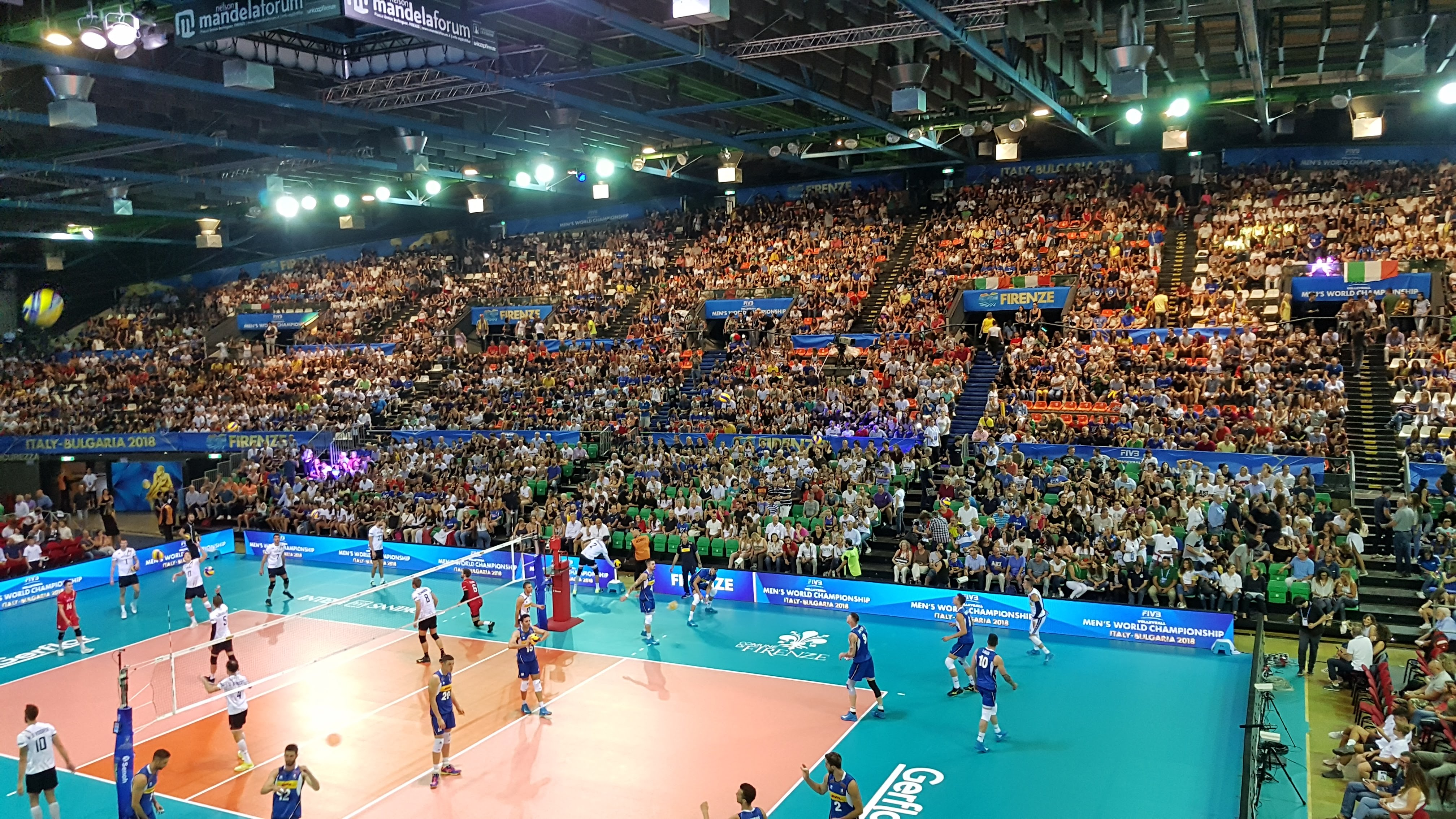
Mecz grupy A Włochy-Belgia, Mistrzostwa Świata 2018

### Pierwsza faza grupowa

#### Grupa A
Rzym, Florencja
Tabela
| Lp. | Drużyna    | Mecze | Mecze   | Mecze   | Pkt | Sety | Sety | Sety  | Małe punkty | Małe punkty | Małe punkty |
| Lp. | Drużyna    | M     | W (3:2) | P (2:3) | Pkt | wyg. | prz. | ratio | zdob.       | str.        | ratio       |
| --- | ---------- | ----- | ------- | ------- | --- | ---- | ---- | ----- | ----------- | ----------- | ----------- |
| 1   | Włochy     | 5     | 5 (0)   | 0 (0)   | 15  | 15   | 2    | 7.500 | 423         | 326         | 1.298       |
| 2   | Belgia     | 5     | 3 (0)   | 2 (1)   | 10  | 11   | 8    | 1.375 | 419         | 394         | 1.063       |
| 3   | Słowenia   | 5     | 3 (1)   | 2 (1)   | 9   | 12   | 10   | 1.200 | 479         | 463         | 1.035       |
| 4   | Argentyna  | 5     | 2 (1)   | 3 (1)   | 6   | 10   | 11   | 0.909 | 475         | 469         | 1.013       |
| 5   | Japonia    | 5     | 2 (1)   | 3 (0)   | 5   | 8    | 11   | 0.727 | 414         | 427         | 0.970       |
| 6   | Dominikana | 5     | 0 (0)   | 5 (0)   | 0   | 1    | 15   | 0.067 | 267         | 398         | 0.671       |

Źródło: fivb.com
Punktacja: 3:0 i 3:1 – 3 pkt; 3:2 – 2 pkt; 2:3 – 1 pkt; 1:3 i 0:3 – 0 pkt
Zasady ustalania kolejności: 1. większa liczba wygranych meczów; 2. większa liczba zdobytych punktów; 3. wyższy stosunek setów; 4. wyższy stosunek małych punktów; 5. lepszy bilans w bezpośrednich meczach
     Awans do drugiej rundy fazy grupowej
Wyniki
| Data  | Godz. | Drużyna 1  | Wynik | Drużyna 2  | 1     | 2     | 3     | 4     | 5     | Razem   | Czas    | Widzów | *      |
| ----- | ----- | ---------- | ----- | ---------- | ----- | ----- | ----- | ----- | ----- | ------- | ------- | ------ | ------ |
| 09.09 | 19:30 | Włochy     | 3:0   | Japonia    | 25:20 | 25:21 | 25:23 |       |       | 75:64   | 90 min  | 11170  | raport |
|       |       |            |       |            |       |       |       |       |       |         |         |        |        |
| 12.09 | 17:00 | Dominikana | 1:3   | Słowenia   | 25:22 | 13:25 | 13:25 | 17:25 |       | 68:97   | 105 min | 650    | raport |
| 12.09 | 20:30 | Belgia     | 3:1   | Argentyna  | 25:19 | 25:19 | 22:25 | 25:19 |       | 97:82   | 104 min | 1485   | raport |
|       |       |            |       |            |       |       |       |       |       |         |         |        |        |
| 13.09 | 17:00 | Dominikana | 0:3   | Japonia    | 20:25 | 16:25 | 16:25 |       |       | 52:75   | 76 min  | 2813   | raport |
| 13.09 | 21:15 | Włochy     | 3:0   | Belgia     | 25:20 | 25:17 | 25:16 |       |       | 75:53   | 90 min  | 7500   | raport |
|       |       |            |       |            |       |       |       |       |       |         |         |        |        |
| 14.09 | 17:00 | Japonia    | 1:3   | Słowenia   | 20:25 | 25:22 | 20:25 | 13:25 |       | 78:97   | 110 min | 728    | raport |
| 14.09 | 20:30 | Argentyna  | 3:0   | Dominikana | 26:24 | 25:15 | 25:15 |       |       | 76:54   | 76 min  | 949    | raport |
|       |       |            |       |            |       |       |       |       |       |         |         |        |        |
| 15.09 | 17:00 | Belgia     | 2:3   | Słowenia   | 25:22 | 25:21 | 19:25 | 23:25 | 13:15 | 105:108 | 140 min | 5815   | raport |
| 15.09 | 21:15 | Włochy     | 3:1   | Argentyna  | 22:25 | 25:15 | 25:13 | 28:26 |       | 100:89  | 123 min | 8260   | raport |
|       |       |            |       |            |       |       |       |       |       |         |         |        |        |
| 16.09 | 17:00 | Japonia    | 1:3   | Belgia     | 25:14 | 23:25 | 14:25 | 19:25 |       | 81:89   | 106 min | 4250   | raport |
| 16.09 | 21:15 | Dominikana | 0:3   | Włochy     | 12:25 | 18:25 | 15:25 |       |       | 45:75   | 74 min  | 7500   | raport |
|       |       |            |       |            |       |       |       |       |       |         |         |        |        |
| 17.09 | 17:00 | Belgia     | 3:0   | Dominikana | 25:18 | 25:13 | 25:17 |       |       | 75:48   | 66 min  | 670    | raport |
| 17.09 | 20:30 | Argentyna  | 3:2   | Słowenia   | 25:18 | 22:25 | 27:29 | 25:17 | 15:13 | 114:102 | 139 min | 1525   | raport |
|       |       |            |       |            |       |       |       |       |       |         |         |        |        |
| 18.09 | 17:00 | Japonia    | 3:2   | Argentyna  | 26:24 | 20:25 | 30:32 | 25:20 | 15:13 | 116:114 | 141 min | 6125   | raport |
| 18.09 | 21:15 | Włochy     | 3:1   | Słowenia   | 23:25 | 25:19 | 25:13 | 25:18 |       | 98:75   | 124 min | 8330   | raport |

#### Grupa B
Ruse
Tabela
| Lp. | Drużyna  | Mecze | Mecze   | Mecze   | Pkt | Sety | Sety | Sety  | Małe punkty | Małe punkty | Małe punkty |
| Lp. | Drużyna  | M     | W (3:2) | P (2:3) | Pkt | wyg. | prz. | ratio | zdob.       | str.        | ratio       |
| --- | -------- | ----- | ------- | ------- | --- | ---- | ---- | ----- | ----------- | ----------- | ----------- |
| 1   | Brazylia | 5     | 4 (1)   | 1 (0)   | 11  | 13   | 6    | 2.167 | 439         | 405         | 1.084       |
| 2   | Holandia | 5     | 4 (1)   | 1 (0)   | 11  | 12   | 8    | 1.500 | 455         | 420         | 1.083       |
| 3   | Francja  | 5     | 3 (0)   | 2 (2)   | 11  | 13   | 7    | 1.857 | 456         | 420         | 1.086       |
| 4   | Kanada   | 5     | 3 (0)   | 2 (0)   | 9   | 11   | 7    | 1.571 | 426         | 408         | 1.044       |
| 5   | Egipt    | 5     | 1 (0)   | 4 (0)   | 3   | 4    | 13   | 0.308 | 368         | 426         | 0.864       |
| 6   | Chiny    | 5     | 0 (0)   | 5 (0)   | 0   | 3    | 15   | 0.200 | 375         | 440         | 0.852       |

Źródło: fivb.com
Punktacja: 3:0 i 3:1 – 3 pkt; 3:2 – 2 pkt; 2:3 – 1 pkt; 1:3 i 0:3 – 0 pkt
Zasady ustalania kolejności: 1. większa liczba wygranych meczów; 2. większa liczba zdobytych punktów; 3. wyższy stosunek setów; 4. wyższy stosunek małych punktów; 5. lepszy bilans w bezpośrednich meczach
     Awans do drugiej rundy fazy grupowej
Wyniki (godziny według czasu lokalnego UTC+03:00)
| Data  | Godz. | Drużyna 1 | Wynik | Drużyna 2 | 1     | 2     | 3     | 4     | 5     | Razem   | Czas    | Widzów | *      |
| ----- | ----- | --------- | ----- | --------- | ----- | ----- | ----- | ----- | ----- | ------- | ------- | ------ | ------ |
| 12.09 | 14:00 | Francja   | 3:0   | Chiny     | 25:20 | 25:21 | 25:17 |       |       | 75:58   | 78 min  | 700    | raport |
| 12.09 | 17:00 | Holandia  | 0:3   | Kanada    | 15:25 | 23:25 | 18:25 |       |       | 56:75   | 84 min  | 1100   | raport |
| 12.09 | 20:30 | Brazylia  | 3:0   | Egipt     | 25:17 | 25:22 | 25:20 |       |       | 75:59   | 83 min  | 850    | raport |
|       |       |           |       |           |       |       |       |       |       |         |         |        |        |
| 13.09 | 17:00 | Egipt     | 0:3   | Kanada    | 25:27 | 28:30 | 19:25 |       |       | 72:82   | 101 min | 500    | raport |
| 13.09 | 20:30 | Brazylia  | 3:2   | Francja   | 25:20 | 25:20 | 21:25 | 23:25 | 15:12 | 109:102 | 130 min | 4900   | raport |
|       |       |           |       |           |       |       |       |       |       |         |         |        |        |
| 14.09 | 17:00 | Chiny     | 1:3   | Holandia  | 21:25 | 13:25 | 25:23 | 13:25 |       | 72:98   | 100 min | 500    | raport |
| 14.09 | 20:30 | Francja   | 3:0   | Egipt     | 25:22 | 25:23 | 25:16 |       |       | 75:61   | 78 min  | 800    | raport |
|       |       |           |       |           |       |       |       |       |       |         |         |        |        |
| 15.09 | 17:00 | Kanada    | 3:1   | Chiny     | 25:22 | 25:19 | 21:25 | 25:23 |       | 96:89   | 116 min | 450    | raport |
| 15.09 | 20:30 | Holandia  | 3:1   | Brazylia  | 21:25 | 25:20 | 25:20 | 25:21 |       | 96:86   | 114 min | 3953   | raport |
|       |       |           |       |           |       |       |       |       |       |         |         |        |        |
| 16.09 | 17:00 | Chiny     | 1:3   | Egipt     | 26:28 | 24:26 | 25:17 | 21:25 |       | 96:96   | 115 min | 450    | raport |
| 16.09 | 20:30 | Holandia  | 3:2   | Francja   | 23:25 | 19:25 | 25:21 | 25:23 | 15:13 | 107:107 | 126 min | 2050   | raport |
|       |       |           |       |           |       |       |       |       |       |         |         |        |        |
| 17.09 | 17:00 | Egipt     | 1:3   | Holandia  | 18:25 | 21:25 | 25:23 | 16:25 |       | 80:98   | 106 min | 3350   | raport |
| 17.09 | 20:30 | Brazylia  | 3:1   | Kanada    | 25:22 | 19:25 | 25:23 | 25:18 |       | 94:88   | 113 min | 2800   | raport |
|       |       |           |       |           |       |       |       |       |       |         |         |        |        |
| 18.09 | 17:00 | Chiny     | 0:3   | Brazylia  | 21:25 | 22:25 | 17:25 |       |       | 60:75   | 83 min  | 750    | raport |
| 18.09 | 20:30 | Kanada    | 1:3   | Francja   | 22:25 | 21:25 | 25:22 | 17:25 |       | 85:97   | 105 min | 2150   | raport |

#### Grupa C
Bari
Tabela
| Lp. | Drużyna           | Mecze | Mecze   | Mecze   | Pkt | Sety | Sety | Sety  | Małe punkty | Małe punkty | Małe punkty |
| Lp. | Drużyna           | M     | W (3:2) | P (2:3) | Pkt | wyg. | prz. | ratio | zdob.       | str.        | ratio       |
| --- | ----------------- | ----- | ------- | ------- | --- | ---- | ---- | ----- | ----------- | ----------- | ----------- |
| 1   | Stany Zjednoczone | 5     | 5 (2)   | 0 (0)   | 13  | 15   | 5    | 3.000 | 456         | 383         | 1.191       |
| 2   | Serbia            | 5     | 4 (1)   | 1 (1)   | 12  | 14   | 7    | 2.000 | 476         | 430         | 1.107       |
| 3   | Rosja             | 5     | 3 (0)   | 2 (1)   | 10  | 12   | 6    | 2.000 | 422         | 366         | 1.153       |
| 4   | Australia         | 5     | 2 (0)   | 3 (1)   | 7   | 9    | 11   | 0.818 | 428         | 442         | 0.968       |
| 5   | Kamerun           | 5     | 1 (0)   | 4 (0)   | 3   | 4    | 12   | 0.333 | 334         | 398         | 0.839       |
| 6   | Tunezja           | 5     | 0 (0)   | 5 (0)   | 0   | 2    | 15   | 0.133 | 317         | 414         | 0.766       |

Źródło: fivb.com
Punktacja: 3:0 i 3:1 – 3 pkt; 3:2 – 2 pkt; 2:3 – 1 pkt; 1:3 i 0:3 – 0 pkt
Zasady ustalania kolejności: 1. większa liczba wygranych meczów; 2. większa liczba zdobytych punktów; 3. wyższy stosunek setów; 4. wyższy stosunek małych punktów; 5. lepszy bilans w bezpośrednich meczach
     Awans do drugiej rundy fazy grupowej
Wyniki
| Data  | Godz. | Drużyna 1         | Wynik | Drużyna 2         | 1     | 2     | 3     | 4     | 5     | Razem   | Czas    | Widzów | *      |
| ----- | ----- | ----------------- | ----- | ----------------- | ----- | ----- | ----- | ----- | ----- | ------- | ------- | ------ | ------ |
| 12.09 | 14:00 | Kamerun           | 3:0   | Tunezja           | 25:20 | 28:26 | 25:21 |       |       | 78:67   | 91 min  | 1200   | raport |
| 12.09 | 17:00 | Australia         | 0:3   | Rosja             | 21:25 | 20:25 | 16:25 |       |       | 57:75   | 79 min  | 2000   | raport |
| 12.09 | 20:30 | Stany Zjednoczone | 3:2   | Serbia            | 15:25 | 25:14 | 21:25 | 25:20 | 15:10 | 101:94  | 134 min | 3150   | raport |
|       |       |                   |       |                   |       |       |       |       |       |         |         |        |        |
| 13.09 | 17:00 | Australia         | 2:3   | Stany Zjednoczone | 23:25 | 20:25 | 25:22 | 25:23 | 10:15 | 103:110 | 140 min | 600    | raport |
| 13.09 | 20:30 | Kamerun           | 0:3   | Serbia            | 28:30 | 16:25 | 17:25 |       |       | 61:80   | 83 min  | 725    | raport |
|       |       |                   |       |                   |       |       |       |       |       |         |         |        |        |
| 14.09 | 17:00 | Australia         | 3:1   | Kamerun           | 21:25 | 25:17 | 25:22 | 25:20 |       | 96:84   | 107 min | 425    | raport |
| 14.09 | 20:30 | Rosja             | 3:0   | Tunezja           | 25:19 | 25:6  | 25:19 |       |       | 75:44   | 74 min  | 550    | raport |
|       |       |                   |       |                   |       |       |       |       |       |         |         |        |        |
| 15.09 | 17:00 | Serbia            | 3:1   | Tunezja           | 20:25 | 25:20 | 25:21 | 25:20 |       | 95:86   | 111 min | 5000   | raport |
| 15.09 | 20:30 | Stany Zjednoczone | 3:1   | Rosja             | 25:23 | 20:25 | 25:23 | 25:20 |       | 95:91   | 118 min | 5000   | raport |
|       |       |                   |       |                   |       |       |       |       |       |         |         |        |        |
| 16.09 | 17:00 | Kamerun           | 0:3   | Stany Zjednoczone | 18:25 | 20:25 | 14:25 |       |       | 52:75   | 79 min  | 1450   | raport |
| 16.09 | 20:30 | Serbia            | 3:1   | Australia         | 25:20 | 21:25 | 25:17 | 25:19 |       | 96:81   | 106 min | 2000   | raport |
|       |       |                   |       |                   |       |       |       |       |       |         |         |        |        |
| 17.09 | 17:00 | Rosja             | 3:0   | Kamerun           | 25:16 | 30:28 | 25:15 |       |       | 80:59   | 84 min  | 450    | raport |
| 17.09 | 20:30 | Australia         | 3:1   | Tunezja           | 16:25 | 25:17 | 25:19 | 25:16 |       | 91:77   | 96 min  | 450    | raport |
|       |       |                   |       |                   |       |       |       |       |       |         |         |        |        |
| 18.09 | 17:00 | Stany Zjednoczone | 3:0   | Tunezja           | 25:12 | 25:18 | 25:13 |       |       | 75:43   | 72 min  | 1600   | raport |
| 18.09 | 20:30 | Serbia            | 3:2   | Rosja             | 25:21 | 24:26 | 25:17 | 22:25 | 15:12 | 111:101 | 142 min | 3400   | raport |

#### Grupa D
Warna
Tabela
| Lp. | Drużyna   | Mecze | Mecze   | Mecze   | Pkt | Sety | Sety | Sety  | Małe punkty | Małe punkty | Małe punkty |
| Lp. | Drużyna   | M     | W (3:2) | P (2:3) | Pkt | wyg. | prz. | ratio | zdob.       | str.        | ratio       |
| --- | --------- | ----- | ------- | ------- | --- | ---- | ---- | ----- | ----------- | ----------- | ----------- |
| 1   | Polska    | 5     | 5 (0)   | 0 (0)   | 15  | 15   | 3    | 5.000 | 445         | 343         | 1.297       |
| 2   | Iran      | 5     | 4 (1)   | 1 (0)   | 11  | 12   | 7    | 1.714 | 437         | 400         | 1.093       |
| 3   | Bułgaria  | 5     | 3 (0)   | 2 (0)   | 9   | 11   | 6    | 1.833 | 395         | 368         | 1.073       |
| 4   | Finlandia | 5     | 2 (1)   | 3 (1)   | 6   | 9    | 12   | 0.750 | 453         | 471         | 0.962       |
| 5   | Kuba      | 5     | 1 (0)   | 4 (0)   | 3   | 6    | 13   | 0.462 | 392         | 436         | 0.899       |
| 6   | Portoryko | 5     | 0 (0)   | 5 (1)   | 1   | 3    | 15   | 0.200 | 331         | 435         | 0.761       |

Źródło: fivb.com
Punktacja: 3:0 i 3:1 – 3 pkt; 3:2 – 2 pkt; 2:3 – 1 pkt; 1:3 i 0:3 – 0 pkt
Zasady ustalania kolejności: 1. większa liczba wygranych meczów; 2. większa liczba zdobytych punktów; 3. wyższy stosunek setów; 4. wyższy stosunek małych punktów; 5. lepszy bilans w bezpośrednich meczach
     Awans do drugiej rundy fazy grupowej
Wyniki (godziny według czasu lokalnego UTC+03:00)
| Data  | Godz. | Drużyna 1 | Wynik | Drużyna 2 | 1     | 2     | 3     | 4     | 5     | Razem   | Czas    | Widzów | *      |
| ----- | ----- | --------- | ----- | --------- | ----- | ----- | ----- | ----- | ----- | ------- | ------- | ------ | ------ |
| 09.09 | 20:40 | Bułgaria  | 3:0   | Finlandia | 25:21 | 25:19 | 25:22 |       |       | 75:62   | 85 min  | 4850   | raport |
|       |       |           |       |           |       |       |       |       |       |         |         |        |        |
| 12.09 | 17:00 | Iran      | 3:0   | Portoryko | 25:19 | 25:14 | 25:18 |       |       | 75:51   | 77 min  | 400    | raport |
| 12.09 | 20:30 | Kuba      | 1:3   | Polska    | 18:25 | 19:25 | 25:21 | 14:25 |       | 76:96   | 100 min | 3150   | raport |
|       |       |           |       |           |       |       |       |       |       |         |         |        |        |
| 13.09 | 17:00 | Portoryko | 0:3   | Polska    | 14:25 | 12:25 | 15:25 |       |       | 41:75   | 76 min  | 1860   | raport |
| 13.09 | 20:40 | Iran      | 3:1   | Bułgaria  | 25:22 | 25:20 | 22:25 | 25:19 |       | 97:86   | 115 min | 4870   | raport |
|       |       |           |       |           |       |       |       |       |       |         |         |        |        |
| 14.09 | 17:00 | Finlandia | 3:1   | Kuba      | 25:19 | 25:19 | 20:25 | 25:16 |       | 95:79   | 108 min | 2230   | raport |
| 14.09 | 20:40 | Bułgaria  | 3:0   | Portoryko | 25:16 | 25:18 | 25:21 |       |       | 75:55   | 80 min  | 2180   | raport |
|       |       |           |       |           |       |       |       |       |       |         |         |        |        |
| 15.09 | 17:00 | Kuba      | 1:3   | Iran      | 25:17 | 18:25 | 22:25 | 19:25 |       | 84:92   | 108 min | 1080   | raport |
| 15.09 | 20:30 | Polska    | 3:1   | Finlandia | 25:20 | 26:28 | 25:16 | 25:15 |       | 101:79  | 114 min | 3240   | raport |
|       |       |           |       |           |       |       |       |       |       |         |         |        |        |
| 16.09 | 17:00 | Portoryko | 2:3   | Finlandia | 19:25 | 23:25 | 29:27 | 25:21 | 10:15 | 106:113 | 149 min | 2360   | raport |
| 16.09 | 20:40 | Kuba      | 0:3   | Bułgaria  | 22:25 | 16:25 | 18:25 |       |       | 56:75   | 78 min  | 4930   | raport |
|       |       |           |       |           |       |       |       |       |       |         |         |        |        |
| 17.09 | 17:00 | Kuba      | 3:1   | Portoryko | 25:15 | 22:25 | 25:21 | 25:17 |       | 97:78   | 118 min | 230    | raport |
| 17.09 | 20:30 | Iran      | 0:3   | Polska    | 21:25 | 20:25 | 22:25 |       |       | 63:75   | 85 min  | 3580   | raport |
|       |       |           |       |           |       |       |       |       |       |         |         |        |        |
| 18.09 | 17:00 | Finlandia | 2:3   | Iran      | 19:25 | 25:22 | 25:23 | 23:25 | 12:15 | 104:110 | 140 min | 1860   | raport |
| 18.09 | 20:40 | Bułgaria  | 1:3   | Polska    | 14:25 | 25:23 | 22:25 | 23:25 |       | 84:98   | 120 min | 5560   | raport |

### Druga faza grupowa

#### Grupa E
Assago
Tabela
| Lp. | Drużyna   | Mecze | Mecze   | Mecze   | Pkt | Sety | Sety | Sety  | Małe punkty | Małe punkty | Małe punkty |
| Lp. | Drużyna   | M     | W (3:2) | P (2:3) | Pkt | wyg. | prz. | ratio | zdob.       | str.        | ratio       |
| --- | --------- | ----- | ------- | ------- | --- | ---- | ---- | ----- | ----------- | ----------- | ----------- |
| 1   | Włochy    | 8     | 7 (0)   | 1 (1)   | 22  | 23   | 6    | 3.833 | 691         | 568         | 1.217       |
| 2   | Rosja     | 8     | 6 (1)   | 2 (1)   | 18  | 21   | 8    | 2.625 | 675         | 578         | 1.168       |
| 3   | Holandia  | 8     | 5 (1)   | 3 (0)   | 14  | 16   | 15   | 1.067 | 692         | 661         | 1.047       |
| 4   | Finlandia | 8     | 2 (1)   | 6 (1)   | 6   | 10   | 21   | 0.476 | 638         | 719         | 0.887       |

Źródło: fivb.com
Punktacja: 3:0 i 3:1 – 3 pkt; 3:2 – 2 pkt; 2:3 – 1 pkt; 1:3 i 0:3 – 0 pkt
Zasady ustalania kolejności: 1. większa liczba wygranych meczów; 2. większa liczba zdobytych punktów; 3. wyższy stosunek setów; 4. wyższy stosunek małych punktów; 5. lepszy bilans w bezpośrednich meczach
     Awans do trzeciej fazy grupowej
Wyniki
| Data  | Godz. | Drużyna 1 | Wynik | Drużyna 2 | 1     | 2     | 3     | 4     | 5     | Razem   | Czas    | Widzów | *      |
| ----- | ----- | --------- | ----- | --------- | ----- | ----- | ----- | ----- | ----- | ------- | ------- | ------ | ------ |
| 21.09 | 17:00 | Holandia  | 0:3   | Rosja     | 17:25 | 16:25 | 21:25 |       |       | 54:75   | 77 min  | 5425   | raport |
| 21.09 | 21:15 | Włochy    | 3:0   | Finlandia | 25:20 | 25:18 | 25:16 |       |       | 75:54   | 84 min  | 12610  | raport |
|       |       |           |       |           |       |       |       |       |       |         |         |        |        |
| 22.09 | 17:00 | Holandia  | 3:1   | Finlandia | 25:19 | 23:25 | 25:16 | 25:13 |       | 98:73   | 105 min | 8953   | raport |
| 22.09 | 21:15 | Rosja     | 3:2   | Włochy    | 19:25 | 25:18 | 25:21 | 19:25 | 15:11 | 103:100 | 138 min | 12875  | raport |
|       |       |           |       |           |       |       |       |       |       |         |         |        |        |
| 23.09 | 17:00 | Rosja     | 3:0   | Finlandia | 25:17 | 25:19 | 25:22 |       |       | 75:58   | 82 min  | 9576   | raport |
| 23.09 | 21:15 | Włochy    | 3:1   | Holandia  | 16:25 | 25:20 | 27:25 | 25:15 |       | 93:85   | 111 min | 12785  | raport |

#### Grupa F
Bolonia
Tabela
| Lp. | Drużyna   | Mecze | Mecze   | Mecze   | Pkt | Sety | Sety | Sety  | Małe punkty | Małe punkty | Małe punkty |
| Lp. | Drużyna   | M     | W (3:2) | P (2:3) | Pkt | wyg. | prz. | ratio | zdob.       | str.        | ratio       |
| --- | --------- | ----- | ------- | ------- | --- | ---- | ---- | ----- | ----------- | ----------- | ----------- |
| 1   | Brazylia  | 8     | 7 (2)   | 1 (0)   | 19  | 22   | 8    | 2.750 | 699         | 618         | 1.131       |
| 2   | Belgia    | 8     | 4 (0)   | 4 (2)   | 14  | 16   | 14   | 1.143 | 667         | 657         | 1.015       |
| 3   | Słowenia  | 8     | 4 (1)   | 4 (2)   | 13  | 17   | 16   | 1.063 | 722         | 716         | 1.008       |
| 4   | Australia | 8     | 3 (1)   | 5 (1)   | 9   | 12   | 19   | 0.632 | 665         | 701         | 0.949       |

Źródło: fivb.com
Punktacja: 3:0 i 3:1 – 3 pkt; 3:2 – 2 pkt; 2:3 – 1 pkt; 1:3 i 0:3 – 0 pkt
Zasady ustalania kolejności: 1. większa liczba wygranych meczów; 2. większa liczba zdobytych punktów; 3. wyższy stosunek setów; 4. wyższy stosunek małych punktów; 5. lepszy bilans w bezpośrednich meczach
     Awans do trzeciej fazy grupowej
Wyniki
| Data  | Godz. | Drużyna 1 | Wynik | Drużyna 2 | 1     | 2     | 3     | 4     | 5     | Razem   | Czas    | Widzów | *      |
| ----- | ----- | --------- | ----- | --------- | ----- | ----- | ----- | ----- | ----- | ------- | ------- | ------ | ------ |
| 21.09 | 17:00 | Brazylia  | 3:0   | Australia | 25:21 | 25:22 | 25:15 |       |       | 75:58   | 86 min  | 3800   | raport |
| 21.09 | 20:30 | Belgia    | 0:3   | Słowenia  | 26:28 | 26:28 | 19:25 |       |       | 71:81   | 108 min | 3500   | raport |
|       |       |           |       |           |       |       |       |       |       |         |         |        |        |
| 22.09 | 17:00 | Australia | 0:3   | Belgia    | 26:28 | 26:28 | 20:25 |       |       | 72:81   | 96 min  | 5100   | raport |
| 22.09 | 20:30 | Słowenia  | 0:3   | Brazylia  | 22:25 | 21:25 | 16:25 |       |       | 59:75   | 89 min  | 5250   | raport |
|       |       |           |       |           |       |       |       |       |       |         |         |        |        |
| 23.09 | 17:00 | Słowenia  | 2:3   | Australia | 25:23 | 20:25 | 25:19 | 22:25 | 11:15 | 103:107 | 135 min | 5000   | raport |
| 23.09 | 20:30 | Belgia    | 2:3   | Brazylia  | 25:22 | 25:23 | 19:25 | 15:25 | 12:15 | 96:110  | 131 min | 5250   | raport |

#### Grupa G
Sofia
Tabela
| Lp. | Drużyna           | Mecze | Mecze   | Mecze   | Pkt | Sety | Sety | Sety  | Małe punkty | Małe punkty | Małe punkty |
| Lp. | Drużyna           | M     | W (3:2) | P (2:3) | Pkt | wyg. | prz. | ratio | zdob.       | str.        | ratio       |
| --- | ----------------- | ----- | ------- | ------- | --- | ---- | ---- | ----- | ----------- | ----------- | ----------- |
| 1   | Stany Zjednoczone | 8     | 8 (2)   | 0 (0)   | 22  | 24   | 6    | 4.000 | 704         | 585         | 1.203       |
| 2   | Kanada            | 8     | 5 (2)   | 3 (0)   | 13  | 18   | 14   | 1.286 | 712         | 694         | 1.026       |
| 3   | Bułgaria          | 8     | 4 (0)   | 4 (1)   | 13  | 16   | 12   | 1.333 | 625         | 617         | 1.013       |
| 4   | Iran              | 8     | 4 (1)   | 4 (1)   | 12  | 14   | 16   | 0.875 | 674         | 664         | 1.015       |

Źródło: fivb.com
Punktacja: 3:0 i 3:1 – 3 pkt; 3:2 – 2 pkt; 2:3 – 1 pkt; 1:3 i 0:3 – 0 pkt
Zasady ustalania kolejności: 1. większa liczba wygranych meczów; 2. większa liczba zdobytych punktów; 3. wyższy stosunek setów; 4. wyższy stosunek małych punktów; 5. lepszy bilans w bezpośrednich meczach
     Awans do trzeciej fazy grupowej
Wyniki (godziny według czasu lokalnego UTC+03:00)
| Data  | Godz. | Drużyna 1         | Wynik | Drużyna 2         | 1     | 2     | 3     | 4     | 5     | Razem  | Czas    | Widzów | *      |
| ----- | ----- | ----------------- | ----- | ----------------- | ----- | ----- | ----- | ----- | ----- | ------ | ------- | ------ | ------ |
| 21.09 | 17:00 | Stany Zjednoczone | 3:1   | Kanada            | 25:17 | 25:14 | 21:25 | 25:17 |       | 96:73  | 99 min  | 650    | raport |
| 21.09 | 20:40 | Bułgaria          | 3:0   | Iran              | 25:19 | 28:26 | 26:24 |       |       | 79:69  | 93 min  | 7250   | raport |
|       |       |                   |       |                   |       |       |       |       |       |        |         |        |        |
| 22.09 | 17:00 | Iran              | 2:3   | Kanada            | 20:25 | 25:20 | 15:25 | 25:23 | 12:15 | 97:108 | 127 min | 600    | raport |
| 22.09 | 20:40 | Bułgaria          | 0:3   | Stany Zjednoczone | 20:25 | 20:25 | 18:25 |       |       | 58:75  | 87 min  | 8400   | raport |
|       |       |                   |       |                   |       |       |       |       |       |        |         |        |        |
| 23.09 | 17:00 | Stany Zjednoczone | 3:0   | Iran              | 25:23 | 26:24 | 26:24 |       |       | 77:71  | 92 min  | 500    | raport |
| 23.09 | 20:40 | Bułgaria          | 2:3   | Kanada            | 19:25 | 14:25 | 25:21 | 25:19 | 10:15 | 93:105 | 124 min | 5500   | raport |

#### Grupa H
Warna
Tabela
| Lp. | Drużyna   | Mecze | Mecze   | Mecze   | Pkt | Sety | Sety | Sety  | Małe punkty | Małe punkty | Małe punkty |
| Lp. | Drużyna   | M     | W (3:2) | P (2:3) | Pkt | wyg. | prz. | ratio | zdob.       | str.        | ratio       |
| --- | --------- | ----- | ------- | ------- | --- | ---- | ---- | ----- | ----------- | ----------- | ----------- |
| 1   | Polska    | 8     | 6 (0)   | 2 (1)   | 19  | 21   | 9    | 2.333 | 702         | 593         | 1.184       |
| 2   | Serbia    | 8     | 6 (2)   | 2 (1)   | 17  | 20   | 12   | 1.667 | 707         | 677         | 1.044       |
| 3   | Francja   | 8     | 5 (0)   | 3 (3)   | 18  | 21   | 12   | 1.750 | 765         | 688         | 1.112       |
| 4   | Argentyna | 8     | 3 (2)   | 5 (1)   | 8   | 14   | 19   | 0.737 | 725         | 751         | 0.965       |

Źródło: fivb.com
Punktacja: 3:0 i 3:1 – 3 pkt; 3:2 – 2 pkt; 2:3 – 1 pkt; 1:3 i 0:3 – 0 pkt
Zasady ustalania kolejności: 1. większa liczba wygranych meczów; 2. większa liczba zdobytych punktów; 3. wyższy stosunek setów; 4. wyższy stosunek małych punktów; 5. lepszy bilans w bezpośrednich meczach
     Awans do trzeciej fazy grupowej
Wyniki (godziny według czasu lokalnego UTC+03:00)
| Data  | Godz. | Drużyna 1 | Wynik | Drużyna 2 | 1     | 2     | 3     | 4     | 5     | Razem   | Czas    | Widzów | *      |
| ----- | ----- | --------- | ----- | --------- | ----- | ----- | ----- | ----- | ----- | ------- | ------- | ------ | ------ |
| 21.09 | 17:00 | Serbia    | 3:2   | Francja   | 22:25 | 26:24 | 25:20 | 18:25 | 18:16 | 109:110 | 135 min | 420    | raport |
| 21.09 | 20:40 | Polska    | 2:3   | Argentyna | 25:16 | 19:25 | 23:25 | 25:23 | 14:16 | 106:105 | 147 min | 890    | raport |
|       |       |           |       |           |       |       |       |       |       |         |         |        |        |
| 22.09 | 17:00 | Serbia    | 3:0   | Argentyna | 25:18 | 25:22 | 25:22 |       |       | 75:62   | 87 min  | 340    | raport |
| 22.09 | 20:40 | Polska    | 1:3   | Francja   | 15:25 | 18:25 | 25:23 | 18:25 |       | 76:98   | 104 min | 820    | raport |
|       |       |           |       |           |       |       |       |       |       |         |         |        |        |
| 23.09 | 17:00 | Francja   | 3:1   | Argentyna | 25:16 | 25:20 | 26:28 | 25:19 |       | 101:83  | 106 min | 370    | raport |
| 23.09 | 20:40 | Polska    | 3:0   | Serbia    | 25:17 | 25:16 | 25:14 |       |       | 75:47   | 75 min  | 1020   | raport |

#### Klasyfikacja drużyn z 2. miejsc
Ustalono, że oprócz najlepszych drużyn z każdej grupy awansują też 2 najlepsze drużyny z 2. miejsca
Tabela
| Lp. | Drużyna | Mecze | Mecze   | Mecze   | Pkt | Sety | Sety | Sety  | Małe punkty | Małe punkty | Małe punkty |
| Lp. | Drużyna | M     | W (3:2) | P (2:3) | Pkt | wyg. | prz. | ratio | zdob.       | str.        | ratio       |
| --- | ------- | ----- | ------- | ------- | --- | ---- | ---- | ----- | ----------- | ----------- | ----------- |
| 1   | Rosja   | 8     | 6 (1)   | 2 (1)   | 18  | 21   | 8    | 2.625 | 675         | 578         | 1.168       |
| 2   | Serbia  | 8     | 6 (2)   | 2 (1)   | 17  | 20   | 12   | 1.667 | 707         | 677         | 1.044       |
| 3   | Kanada  | 8     | 5 (2)   | 3 (0)   | 13  | 18   | 14   | 1.286 | 712         | 694         | 1.026       |
| 4   | Belgia  | 8     | 4 (0)   | 4 (2)   | 14  | 16   | 14   | 1.143 | 667         | 657         | 1.015       |

Źródło: fivb.com
Punktacja: 3:0 i 3:1 – 3 pkt; 3:2 – 2 pkt; 2:3 – 1 pkt; 1:3 i 0:3 – 0 pkt
Zasady ustalania kolejności: 1. większa liczba wygranych meczów; 2. większa liczba zdobytych punktów; 3. wyższy stosunek setów; 4. wyższy stosunek małych punktów
     Awans do trzeciej fazy grupowej

### Trzecia faza grupowa

#### Grupa I
Turyn
Tabela
| Lp. | Drużyna           | Mecze | Mecze   | Mecze   | Pkt | Sety | Sety | Sety  | Małe punkty | Małe punkty | Małe punkty |
| Lp. | Drużyna           | M     | W (3:2) | P (2:3) | Pkt | wyg. | prz. | ratio | zdob.       | str.        | ratio       |
| --- | ----------------- | ----- | ------- | ------- | --- | ---- | ---- | ----- | ----------- | ----------- | ----------- |
| 1   | Brazylia          | 2     | 2 (1)   | 0 (0)   | 5   | 6    | 2    | 3.000 | 181         | 164         | 1.104       |
| 2   | Stany Zjednoczone | 2     | 1 (0)   | 1 (0)   | 3   | 3    | 3    | 1.000 | 132         | 143         | 0.923       |
| 3   | Rosja             | 2     | 0 (0)   | 2 (1)   | 1   | 2    | 6    | 0.333 | 175         | 181         | 0.967       |

Źródło: fivb.com
Punktacja: 3:0 i 3:1 – 3 pkt; 3:2 – 2 pkt; 2:3 – 1 pkt; 1:3 i 0:3 – 0 pkt
Zasady ustalania kolejności: 1. większa liczba wygranych meczów; 2. większa liczba zdobytych punktów; 3. wyższy stosunek setów; 4. wyższy stosunek małych punktów; 5. lepszy bilans w bezpośrednich meczach
     Awans do półfinałów
Wyniki
| Data  | Godz. | Drużyna 1         | Wynik | Drużyna 2         | 1     | 2     | 3     | 4     | 5     | Razem   | Czas    | Widzów | *      |
| ----- | ----- | ----------------- | ----- | ----------------- | ----- | ----- | ----- | ----- | ----- | ------- | ------- | ------ | ------ |
| 26.09 | 17:00 | Brazylia          | 3:2   | Rosja             | 20:25 | 21:25 | 25:22 | 25:23 | 15:12 | 106:107 | 137 min | 8950   | raport |
| 27.09 | 17:00 | Stany Zjednoczone | 3:0   | Rosja             | 25:22 | 25:23 | 25:23 |       |       | 75:68   | 92 min  | 8250   | raport |
| 28.09 | 17:00 | Brazylia          | 3:0   | Stany Zjednoczone | 25:20 | 25:18 | 25:19 |       |       | 75:57   | 84 min  | 11500  | raport |

#### Grupa J
Turyn
Tabela
| Lp. | Drużyna | Mecze | Mecze   | Mecze   | Pkt | Sety | Sety | Sety  | Małe punkty | Małe punkty | Małe punkty |
| Lp. | Drużyna | M     | W (3:2) | P (2:3) | Pkt | wyg. | prz. | ratio | zdob.       | str.        | ratio       |
| --- | ------- | ----- | ------- | ------- | --- | ---- | ---- | ----- | ----------- | ----------- | ----------- |
| 1   | Polska  | 2     | 1 (0)   | 1 (1)   | 4   | 5    | 3    | 1.667 | 180         | 171         | 1.053       |
| 2   | Serbia  | 2     | 1 (0)   | 1 (0)   | 3   | 3    | 3    | 1.000 | 149         | 134         | 1.112       |
| 3   | Włochy  | 2     | 1 (1)   | 1 (0)   | 2   | 3    | 5    | 0.600 | 150         | 174         | 0.862       |

Źródło: fivb.com
Punktacja: 3:0 i 3:1 – 3 pkt; 3:2 – 2 pkt; 2:3 – 1 pkt; 1:3 i 0:3 – 0 pkt
Zasady ustalania kolejności: 1. większa liczba wygranych meczów; 2. większa liczba zdobytych punktów; 3. wyższy stosunek setów; 4. wyższy stosunek małych punktów; 5. lepszy bilans w bezpośrednich meczach
     Awans do półfinałów
Wyniki
| Data  | Godz. | Drużyna 1 | Wynik | Drużyna 2 | 1     | 2     | 3     | 4     | 5     | Razem | Czas    | Widzów | *      |
| ----- | ----- | --------- | ----- | --------- | ----- | ----- | ----- | ----- | ----- | ----- | ------- | ------ | ------ |
| 26.09 | 21:15 | Włochy    | 0:3   | Serbia    | 15:25 | 20:25 | 18:25 |       |       | 53:75 | 82 min  | 11700  | raport |
| 27.09 | 20:30 | Polska    | 3:0   | Serbia    | 28:26 | 28:26 | 25:22 |       |       | 81:74 | 96 min  | 8950   | raport |
| 28.09 | 21:15 | Włochy    | 3:2   | Polska    | 14:25 | 25:21 | 18:25 | 25:17 | 15:11 | 97:99 | 113 min | 12011  | raport |

### Faza finałowa

#### Półfinały
Turyn
Źródło:
Wyniki
| Data  | Godz. | Drużyna 1 | Wynik | Drużyna 2         | 1     | 2     | 3     | 4     | 5     | Razem   | Czas    | Widzów | *      |
| ----- | ----- | --------- | ----- | ----------------- | ----- | ----- | ----- | ----- | ----- | ------- | ------- | ------ | ------ |
| 29.09 | 17:00 | Brazylia  | 3:0   | Serbia            | 25:22 | 25:21 | 25:22 |       |       | 75:65   | 89 min  | 11509  | raport |
| 29.09 | 21:15 | Polska    | 3:2   | Stany Zjednoczone | 25:22 | 20:25 | 23:25 | 25:20 | 15:11 | 108:103 | 146 min | 11800  | raport |

#### Mecz o 3. miejsce
Turyn
Źródło:
Wyniki
| Data  | Godz. | Drużyna 1 | Wynik | Drużyna 2         | 1     | 2     | 3     | 4     | 5 | Razem  | Czas    | Widzów | *      |
| ----- | ----- | --------- | ----- | ----------------- | ----- | ----- | ----- | ----- | - | ------ | ------- | ------ | ------ |
| 30.09 | 17:00 | Serbia    | 1:3   | Stany Zjednoczone | 25:23 | 17:25 | 30:32 | 19:25 |   | 91:105 | 127 min | 12011  | raport |

#### Finał
Turyn
Źródło:
Wyniki
| Data  | Godz. | Drużyna 1 | Wynik | Drużyna 2 | 1     | 2     | 3     | 4 | 5 | Razem | Czas   | Widzów | *      |
| ----- | ----- | --------- | ----- | --------- | ----- | ----- | ----- | - | - | ----- | ------ | ------ | ------ |
| 30.09 | 21:15 | Brazylia  | 0:3   | Polska    | 26:28 | 20:25 | 23:25 |   |   | 69:78 | 97 min | 12011  | raport |

## Nagrody indywidualne
| MVP           | Najlepszy atakujący | Najlepsi środkowi               | Najlepszy rozgrywający | Najlepsi przyjmujący                 | Najlepszy libero |
| ------------- | ------------------- | ------------------------------- | ---------------------- | ------------------------------------ | ---------------- |
| Bartosz Kurek | Matthew Anderson    | Piotr Nowakowski Lucas Saatkamp | Micah Christenson      | Michał Kubiak Douglas Souza da Silva | Paweł Zatorski   |

## Klasyfikacja końcowa
Źródło:
| Miejsce                   | Reprezentacja     |
| ------------------------- | ----------------- |
| złoto                     | Polska            |
| srebro                    | Brazylia          |
| brąz                      | Stany Zjednoczone |
| 4.                        | Serbia            |
| Wyeliminowane w III fazie |                   |
| 5.                        | Włochy            |
| 6.                        | Rosja             |
| Wyeliminowane w II fazie  |                   |
| 7.                        | Francja           |
| 8.                        | Holandia          |
| 9.                        | Kanada            |
| 10.                       | Belgia            |
| 11.                       | Bułgaria          |
| 12.                       | Słowenia          |
| 13.                       | Iran              |
| 14.                       | Australia         |
| 15.                       | Argentyna         |
| 16.                       | Finlandia         |
| Wyeliminowane w I fazie   |                   |
| 17.                       | Japonia           |
| 18.                       | Kuba              |
| 19.                       | Kamerun           |
| 20.                       | Egipt             |
| 21.                       | Portoryko         |
| 22.                       | Chiny             |
| 23.                       | Tunezja           |
| 24.                       | Dominikana        |